# Mandato por la paz
El Mandato Ciudadano por la Paz, la Vida y la Libertad en Colombia, fue una iniciativa civil de votación, impulsada por las Organizaciones No Gubernamentales (ONGs) Red Nacional de Iniciativas Ciudadanas por la Paz y contra la Guerra (REDEPAZ), País Libre y respaldado por el Fondo de las Naciones Unidas para la Infancia (UNICEF). El fin de la iniciativa era apoyar los diálogos de paz que condujeran a una resolución y desescalamiento del conflicto armado interno de Colombia.
Se realizó la votación por el Mandato por la paz, de manera simultánea con las elecciones locales de Colombia de 1997, el 26 de octubre de 1997. El Mandato por la Paz logró la participación de 10 millones de colombianos en 1997, (dato estimado, ya que no se contabilizaron los votos), a través de su voto y con el apoyo logístico de la Registraduría Nacional del Estado Civil.
En la papeleta de la consulta se leía:

Voto por la paz, la vida y la libertad. Me comprometo a ser constructor de Paz y Justicia Social, a proteger la vida y a rechazar toda acción violenta y acojo el Mandato de los niños por la Paz.

Exijo a los actores del conflicto armado:
- No más guerras: resuelvan pacíficamente el conflicto armado.
- No más atrocidades: respeten el derecho internacional humanitario.
- No vinculen menores de 18 años a la guerra.
- No asesinen.
- No secuestren personas.
- No desaparezcan personas.
- No ataquen a la población ni la desplacen por la fuerza.

- No vinculen civiles al conflicto armado.